# 서울문정초등학교
서울문정초등학교는 대한민국 서울특별시 송파구 문정동에 있는 공립 초등학교이다.

## 학교 연혁
- 1985년 4월 17일 서울문정국민학교 개교
- 1989년 12월 21일 가동국민학교(1647명) 분리
- 1992년 8월 29일 평화국민학교(321명) 분리
- 1993년 9월 1일 문덕국민학교(1295명) 분리
- 1996년 3월 1일 현재 교명으로 변경
- 2009년 8월 21일 교실 후로링공사
- 2010년 2월 4일 다목적강당 식당 준공
- 2010년 4월 30일 초등돌봄교실 설치공사 준공
- 2010년 9월 30일 운동장 스탠드 공사 완료
- 2011년 3월 18일 IT꿈나무 정보방 개관(동관 2실)
- 2011년 8월 19일 아리수 정수기 설치공사
- 2011년 8월 29일 화장실 온수기 시설(16개소) 공사완공
- 2011년 7월 24일 비상호출시스템 구축 공사
- 2011년 9월 6일 소방시설 개선공사 완공
- 2011년 11월 15일 지진대비 내진보강공사 완공
- 2012년 8월 4일 운동장 평탄공사
- 2013년 2월 20일 교육협의회실 설치
- 2013년 3월 4일 보건실 및 회의실 리모델링 공사
- 2013년 10월 11일 본관후면 도장 공사
- 2013년 12월 27일 독도영상학습관 설치
- 2014년 8월 24일 3,4층 복도 음수대 설치
- 2014년 8월 25일 복도 음수대 환경개선 공사
- 2015년 4월 28일 유리방음벽 설치
- 2015년 8월 16일 외벽 도장공사
- 2015년 8월 18일 교육환경 개선(운동장 음수대 설치, 1,2층 복도환경 개선), 음수대 시설 개선 및 맨홀 정비 공사
- 2015년 8월 22일 창호, 출입문 및 중연창 개선공사
- 2015년 9월 2일 신발장 설치 및 계단 미끄럼 방지턱 공사
- 2015년 10월 6일 구령대 환경개선 공사
- 2015년 11월 10일 신발장 및 우산꽂이 제작 구입(42개 교실)
- 2016년 2월 16일 제31회 졸업식(182명)
- 2016년 3월 1일 43학급(특수 2학급 포함) 편성
- 2016년 2월 29일 재활용수거장 천막 설치
- 2016년 3월 8일 교훈석 설치
- 2016년 5월 23일 옥상방수 공사
- 2016년 10월 31일 후문 보도차도 분리공사
- 2016년 11월 9일 화장실 보수공사
- 2017년 1월 5일 교육환경 개선(강당 LED등기구 교체)
- 2017년 1월 6일 돌봄교실 노후 환경개선 공사, 강당 LED등 교체 공사
- 2017년 2월 16일 제32회 졸업식(169명)
- 2017년 2월 27일 통학로 바닥 보수공사
- 2017년 3월 1일 43학급(특수 2학급 포함) 편성
- 2017년 4월 9일 교실 칠판 인테리어 공사
- 2017년 6월 11일 운동장 관람석 천막 교체 및 출입구 렉산 설치 공사
- 2017년 8월 6일 강당 벽면 보수공사
- 2017년 8월 11일 CCTV 교체 설치 공사(15개 교체, 1개 신설, 녹화기 설치)
- 2017년 8월 20일 도서실 환경개선 공사
- 2017년 8월 27일 본관 1층 복도 도장 공사
- 2017년 11월 14일 시청각실 보수공사
- 2018년 1월 9일 제33회 졸업식(156명)
- 2018년 2월 28일 냉난방 개선공사, 교실 천정 석면 제거 공사
- 2018년 3월 1일 43학급(특수 2학급 포함) 편성
- 2018년 3월 4일 어울림교실 누수 환경개선 공사
- 2018년 8월 6일 돌봄교실(나눔교실) 벽장 및 신발장 제작 설치
- 2018년 8월 22일 별관동 복도 장애인 경사로 설치공사
- 2018년 8월 27일 교무실 확장 및 시청각실 방송 부스 개선공사
- 2018년 9월 1일 방송실 이전 및 방송시설 개선
- 2019년 1월 21일 돌봄교실(나눔교실) 바닥난방 교체공사
- 2019년 2월 15일 제34회 졸업식(155명, 누계 13048명)
- 2019년 3월 1일 43학급(특수 2학급 포함) 편성
- 2019년 5월 17일 소방시설 및 화재 비상방송장비 보수 설치
- 2019년 6월 1일 문정동 느티나무제 및 플리마켓 봉사활동 참여(교사 및 학생 50명)
- 2019년 7월 25일 교실 청소도구함 교체(54개 교실)
- 2019년 8월 12일 교실 게시판 교체 설치(41개 교실, 10개 특별실)
- 2019년 9월 1일 제11대 배창식 교장 취임
- 2019년 9월 20일 운동장 배수로 및 차양막 설치공사
- 2019년 10월 1일 문정오케스트라 등굣길 음악회
- 2020년 2월 10일 제35회 졸업식(159명, 누계 13207명)
- 2020년 3월 1일 41학급(특수 2학급 포함) 편성
- 2025년 4월 17일 개교 40주년

## 학교 상징
- 교화 - 목련 : 목련의 은은한 멋과 향기, 고결한 자태를 본받아 몸도 마음도 아름답게 자라자.
- 교목 - 소나무 : 늘 푸르른 소나무의 늠름한 기상과 꿋꿋함을 본받아 나라의 큰 일꾼으로 자라자.

## 참고 자료
- 서울문정초등학교 - 한국교육학술정보원 학교알리미